# Psychopomps
Psychopomps var et dansk industrial dance-band, som debuterede i 1990 med EP'en More DK og den efterfølgende LP Assassins DK United på danske Slop Pail Records. Deres hårdtpumpede musikalske stil og de tankeprovokerende og hårde tekster medvirkede til en vis umiddelbar opmærksomhed og et vist røre i de danske medier i en tid, hvor selv de store dagblade havde et vist fokus på denne nye elektroniske danske undergrund, der udover Psychopomps bl.a. talte navne som Leæther Strip og Birmingham 6. Også i Danmarks Radio var der i en tid stor fokus på bandet, og sange som "Godshit" og "Drunk City" fra More DK var ofte at høre på P3.
Efterfølgende blev de to debutplader og bandets efterfølgende Maxi-single Godshit udgivet på licens på det legendariske tyske pladeselskab Zoth Ommog, hvormed bandet senere skrev kontrakt og udgav deres næste LP Pro-Death Ravers og EP'en In The Skin i de efterfølgende år samt de to LP'er Six Six Six Nights In Hell i 1995 og Fiction Non Fiction i 1998. Derudover udgav Psychopomps i 1996 First Blood, som er et indblik i bandets tidlige dage, og som indeholder ikke-udgivne sange og demoversioner fra tiden 1989-1990.
Bortset fra albummet Fiction Non Fiction er bandets LP'er desuden udgivet i USA på Cleopatra Records, hvorfra de stadig sælges i dag.
I 2004 medvirkede Psychopomps desuden på soundtracket til den episke gyser Saw med nummeret "Wonderful World". Soundtracket blev udgivet i USA på Koch Entertainment og senere udgivet i resten af verden via Roadrunner Records. Begge versioner indeholder Psychopomps-sangen, som originalt er at finde på albummet Six Six Six Nights In Hell, der udkom hele ni år tidligere.

## Bandmedlemmer
- Jesper Schmidt (vokal, programmering, synths, samplers og produktion)
- Flemming Norre Larsen (programmering, grafisk design og produktion)

På Fiction Non Fiction talte bandet udover de to hovedmedlemmer:
- Kåre Mogensen (guitar og bas)